# Lesíček
Lesíček es un municipio del distrito de Prešov en la región de Prešov, Eslovaquia, con una población estimada a final del año 2024 de 449 habitantes.
Se encuentra ubicado en el centro-sur de la región, en el valle del río Torysa (cuenca hidrográfica del río Tisza) y cerca de la frontera con la región de Košice.

## Demografía
| Año        | 1994 | 2004     | 2014     | 2024     |
| ---------- | ---- | -------- | -------- | -------- |
| Población  | 259  | 295      | 375      | 449      |
| Diferencia |      | +13,89 % | +27,11 % | +19,73 % |

| Año        | 2023 | 2024    |
| ---------- | ---- | ------- |
| Población  | 443  | 449     |
| Diferencia |      | +1,35 % |